# Susann Atwell
Susann Atwell (n. 13 noiembrie 1967, Hamburg) este o moderatoare TV germană.

## Date biografice
Susann Atwell a studiat arheologia și germanistica și apoi a început să lucreze la televiziune. La postul TV, Premiere a fost moderatoare timp de patru ani, la emisiuni ca Airplay, Showbiz și Acht. Între anii 1997 - 2005 a moderat diferite emisiuni de bulevard la postul TV ProSieben. În luna iunie 2003 a apărut într-o revistă playboy germană. La fel a moderat pentru ProSieben, la acordarea premiului Oscar, Globului de aur sau de prezentare la Galas, Events, Tchibo / Gala-Kaffee, BMW, VW, McDonalds și alte concerne. Din 2009 moderază pentru postul Hessischer Rundfunk (HR). Susann Atwell este activă în ajutorul acordat femeilor cu cancer la sân.

## Filmografie
- 1998: Kai Rabe gegen die Vatikankiller
- 2000: Anke
- 2002: Die Nacht, in der ganz ehrlich überhaupt niemand Sex hatte

## Emisiuni TV
- 2010: Das perfekte Promi-Dinner